# Ectatosticta
Ectatosticta és un gènere d'aranyes araneomorfes de la família dels hipoquílids (Hypochilidae). Fou descrita per primera vegada l'any 1892 per Simon. Són pròpies de la Xina; s'han trobat a Shaanxi i a Qinghai.

## Taxonomia
Segons el World Spider Catalog de 2018, existeixen les següents espècies:
- Ectatosticta davidi (Simon, 1889)
- Ectatosticta deltshevi Platnick & Jäger, 2009

Ectatosticta troglodytes (Higgins & Petterd, 1883) actualment s'anomena Hickmania troglodytes (Austrochilidae).